# El Pabellón de la Fama de los Compositores Latinos
El Pabellón de la Fama de los Compositores Latinos (PDFCL, por sus siglas) es un salón de la fama cuyo puesto otorga la junta directiva de la Asociación LSHOF por "educar, preservar, honrar y celebrar el legado de los más grandes compositores latinos de todo el mundo y su música en todos los géneros". La Asociación LSHOF premia a los compositores de las regiones de habla hispana y portuguesa a nivel internacional. Fue fundada en 2012 por los compositores Rudy Pérez y Desmond Child y la ceremonia inaugural de premios comenzó en 2013. LSHOF tiene miembros que provienen de regiones de habla hispana y portuguesa de América Latina, Europa y Estados Unidos. Además de incluir a los compositores latinos en el Salón de la Fama, la LSHOF también otorga el Premio de la voz musa (The Muse Voice Award) que se otorga a cinco integrantes y "otros ganadores de premios especiales". Los ganadores son seleccionados a través de una encuesta en línea. 

## Miembros
| posthumous induction | Indica premicación póstuma |

| Año  | Imagen | Miembro                  | Nacionalidad         | Ref.   |
| ---- | ------ | ------------------------ | -------------------- | ------ |
| 2013 |        | Manuel Alejandro         | España               | [ 7 ]  |
| 2013 | —      | Roberto Cantoral         | México               | [ 7 ]  |
| 2013 |        | José Ángel Espinoza      | México               | [ 7 ]  |
| 2013 |        | José Feliciano           | Puerto Rico          | [ 7 ]  |
| 2013 |        | Julio Iglesias           | España               | [ 7 ]  |
| 2013 |        | Armando Manzanero        | México               | [ 7 ]  |
| 2013 |        | Concha Valdés Miranda    | Cuba                 | [ 7 ]  |
| 2014 | —      | Omar Alfanno             | Panamá               | [ 8 ]  |
| 2014 | —      | Rafael Pérez Botija      | España               | [ 8 ]  |
| 2014 | —      | Lolita de la Colina      | México               | [ 8 ]  |
| 2014 |        | Gloria Estefan           | Cuba                 | [ 8 ]  |
| 2014 |        | Carlos Gardel            | Argentina            | [ 8 ]  |
| 2014 | —      | Antônio Carlos Jobim     | Brasil               | [ 8 ]  |
| 2014 | —      | Agustín Lara             | México               | [ 8 ]  |
| 2014 |        | Ernesto Lecuona          | Cuba                 | [ 8 ]  |
| 2014 |        | Rafael Hernández Marín   | Puerto Rico          | [ 8 ]  |
| 2014 |        | Violeta Parra            | Chile                | [ 8 ]  |
| 2015 | —      | Juan Carlos Calderón     | España               | [ 9 ]  |
| 2015 | —      | Héctor Ochoa Cárdenas    | Colombia             | [ 9 ]  |
| 2015 |        | Emilio Estefan           | Cuba                 | [ 9 ]  |
| 2015 |        | Chabuca Granda           | Perú                 | [ 9 ]  |
| 2015 |        | María Grever             | México               | [ 9 ]  |
| 2015 |        | Myriam Hernández         | Chile                | [ 9 ]  |
| 2015 |        | Paco de Lucía            | España               | [ 9 ]  |
| 2015 | —      | César Portillo de la Luz | Cuba                 | [ 9 ]  |
| 2015 |        | Gustavo Santaolalla      | Argentina            | [ 9 ]  |
| 2015 |        | Joan Sebastian           | México               | [ 9 ]  |
| 2015 |        | Álvaro Torres            | El Salvador          | [ 9 ]  |
| 2015 |        | Diego Torres             | Argentina            | [ 9 ]  |
| 2016 | —      | Claudia Brant            | Argentina            | [ 10 ] |
| 2016 |        | Juan Gabriel             | México               | [ 10 ] |
| 2016 | —      | Alejandro Jaén           | España               | [ 10 ] |
| 2016 |        | Miguel Luna              | México               | [ 10 ] |
| 2016 | —      | Benny Moré               | Cuba                 | [ 10 ] |
| 2016 |        | Mariano Mores            | Argentina            | [ 10 ] |
| 2016 |        | Tito Puente              | Estados Unidos       | [ 10 ] |
| 2016 |        | Draco Rosa               | Puerto Rico          | [ 10 ] |
| 2016 | —      | Myrta Silva              | Puerto Rico          | [ 10 ] |
| 2016 |        | Los Temerarios           | México               | [ 10 ] |
| 2016 | —      | Cheo Zorrilla            | República Dominicana | [ 10 ] |
| 2017 |        | Gustavo Cerati           | Argentina            | [ 11 ] |
| 2017 |        | Erika Ender              | Panamá               | [ 11 ] |
| 2017 |        | Ana Gabriel              | México               | [ 11 ] |
| 2017 |        | Roberto Livi             | Argentina            | [ 11 ] |
| 2017 |        | Camilo Sesto             | España               | [ 11 ] |
| 2017 | —      | Martin Urieta            | México               | [ 11 ] |
| 2017 |        | Carlos Vives             | Colombia             | [ 11 ] |
| 2018 | —      | Carlos Rubira Infante    | Ecuador              | [ 12 ] |
| 2018 | —      | Fernando Osorio          | Venezuela            | [ 12 ] |
| 2018 | —      | René Touzet              | Cuba                 | [ 12 ] |
| 2018 |        | Gloria Trevi             | México               | [ 12 ] |
| 2018 |        | Chucho Valdés            | Cuba                 | [ 12 ] |
| 2019 |        | Willie Colón             | Estados Unidos       | [ 13 ] |
| 2019 | —      | Armando Larrinaga        | Cuba                 | [ 13 ] |
| 2019 | —      | Chico Novarro            | Argentina            | [ 13 ] |
| 2019 |        | Ivy Queen                | Puerto Rico          | [ 13 ] |
| 2019 |        | Michael Sullivan         | Brasil               | [ 13 ] |

## Premios especiales

### 2013
- Destinatarios de La Musa: Nat King Cole, Olga Guillot, Natalia Jiménez, Ralph S. Peer, Draco Rosa, Prince Royce, Olga Tañón, Consuelo Velázquez y Andy García .
- Premio Pionero Desi Arnaz Desi Arnaz

### 2014
- Premio Icono: Alejandro Sanz
- Premio Triunfador: Miguel
- Premio Conquistador: Jencarlos Canela
- Premio La Musa Elena Casals: Marlow Rosado
- Premio Editores Ralph S. Peer: Zach Horowitz
- Premio Pionero Desi Arnaz: Raul Alarcon Sr.
- La Canción De Todos Los Tiempos: " El Día Que Me Quieras "

### 2015
- Premio Conquistador (Premio Conquistador): Beto Cuevas
- Leyenda En Vida (Leyenda viviente): Emilio Estefan
- Premio Triunfador (Premio al héroe): Fonseca
- Premio La Musa Elena Casals (Premio La Musa Elena Casals): Alejandra Guzman
- Premio Pionero Desi Arnaz (Premio Pionero Desi Arnaz): Quincy Jones
- Premio de Los Fundadores (Premio Fundadores): John LoFrumento
- Premio Legado (Premio Legado): Rita Moreno

Premio Editores Ralph S. Peer (Premio Editores): Jose Perdomo La Canción De Todos Los Tiempos (Canción Towering): " Guantanamera " de Joseíto Fernandez 

### 2016
- Premio Conquistador (Premio Conquistador): Yotuel Romero
- Premio Triunfador: Yandel
- Premio La Musa Elena Casals (Premio La Musa Elena Casals): Julieta Venegas
- Premio Pionero Desi Arnaz (Premio Pionero Desi Arnaz): Angelo Diaz
- Premio de Los Fundadores (Premio Fundadores): Linda Moran
- Premio Legado (Premio Legado): Larry Harlow
- Premio Editores Ralph S. Peer (Premio Editores): Jorge Mejía
- La Canción De Todos Los Tiempos: " Oye Como Va " de Tito Puente

### 2017
- Premio Conquistador (Premio Conquistador): Horacio Palencia
- Premio Triunfador: Wisin
- Premio La Musa Elena Casals (Premio La Musa Elena Casals): Ednita Nazario
- Premio Pionero Desi Arnaz (Premio Pionero Desi Arnaz): Afo Verde
- Homenaje a Julio Jaramillo: Charlie Zaa
- Premio Legado (Premio Legado): Julio Jaramillo
- Premio Editores Ralph S. Peer (Premio Editores): Ralph Peer
- Miembro póstumo: Gustavo Cerati
- La Canción De Todos Los Tiempos: " La Bamba " de Ritchie Valens
- Canción del año: " Despacito " de Luis Fonsi y Erika Ender[14]